# 裴守真
裴守真（?—?），字方忠，唐朝绛州稷山县（今山西省稷山县）人。
北魏冀州刺史裴叔业六世孙。父裴慎，隋炀帝大业年间为淮南郡司户。淮南郡人杨琳、田瓒据郡反隋，尽杀官吏。以裴慎有仁政，于是没有惊害，令人护送裴慎及其妻儿还乡。贞观年间，官至酂县县令。
裴守真早年丧父，事母至孝。母亲去世，悲痛过度，差点不能完成守丧。事奉寡姊及兄长很恭敬，闺门礼则，被士人朋友所推重。举进士，考中八科，担任乾封县尉，唐高宗永淳初年，关中大饥荒，裴守真以俸禄供姊姊及外甥们，自己及妻儿吃粗米，无倦色。被任命为太常博士。
裴守真擅长礼仪之学，当时以为称职。唐高宗封嵩山，让礼官议论射牲之事，裴守真上奏：据《周礼》及《国语》，郊祀天地，天子亲自射其牲。只有汉武帝封泰山，令侍中儒者行射牲之事。至于其余祭祀，也没有射牲之文。但射牲虽是古礼，久已废除。据封禅祀礼：天明前十五刻，宰人用鸾刀割牲，天明就行事。比鸾驾到来时，宰牲完毕，天皇只是奠玉献酌酒。现在祭祀前一日射牲，事情太早；祭祀日射牲，事情又太晚。若依照汉武帝故事，不亲自射牲之仪，事不可行。
每奏《神功破阵乐》、《功成庆善乐》二舞，皇帝站着观看。裴守真说：二舞肇兴，讴歌吟咏，赞颂九功之茂烈，和洽万国之欢心。其义可以调和《韶》、《夏》，还能兼用迎宾祭祀，都是祖宗盛德，子孙享用。详查传记，没有君王站着观看之礼仪。况祭天告成的大事，华夷汇集，九服景仰皇帝垂拱之治的安定局面。臣等详议，奏二舞时，天皇不应当起立。大家同意裴守真的建议。高宗得病，事情没有实行。唐高宗驾崩，当时没有皇帝去世的仪轨，裴守真与博士韦叔夏、辅抱素等讨论旧事创制，当时人称为符合礼法。裴守真天授年间担任司府丞，武则天令他主持诏狱，务求公平，前后奏请赦免数十家。于是不合上意，出为汴州司马，转任成州刺史。为政不追求严刑峻法，被官民所爱戴。转任宁州刺史，成州数千人送他出境。长安年间去世，赠户部尚书。有《裴氏家牒》、《神岳封禅仪注》。其子裴子余、裴耀卿、裴巨卿。曾孙裴行立。